# イェニー・グレルマン
イェニー・グレルマン（Jenny Gröllmann, 1947年2月5日 - 2006年8月9日 ）は、ドイツの女優。ハンブルク出身。父親は舞台美術家。

## 来歴
1949年に家族の仕事の都合により、後にドイツ民主共和国となるメクレンブルク＝フォアポンメルン州の州都シュヴェリーンに移住。1955年にはドレスデンへ移る。14歳のときには、早くもブレヒトの舞台に主演したという。
1963年から1966年まで、ベルリンのエルンスト・ブッシュ演劇学校で演技を学び、マクシム・ゴーリキー劇場で活躍。1967年には映画デビューし、その後、舞台、映画、TVの数々の作品に出演した。
1969年に長女を出産。1973年に映画監督ミヒャエル・カンと結婚するが後に離婚。1984年に俳優ウルリッヒ・ミューエと結婚し、翌年次女（女優アンナ・マリア・ミューエ）を出産するが、1990年に離婚。2004年に美術監督のクラウス＝ユルゲン・プファイファーと3度目の結婚。
2006年に患っていた乳癌により死去。TVシリーズ「Sturm der Liebe」が出演した最後の作品となった。
東西ドイツ統一後、様々な資料を元に、1979年から1989年までグレルマンはシュタージの非公式の協力者として活動していたと報じられている。当時の夫であったウルリッヒ・ミューエは、シュタージの監視下にあったことが知られているが、グレルマンがミューエの行動を監視し、シュタージに密告していたとも言われている（グレルマン本人はこれを否定している）。